# Campionat d'Europa de futbol 1968
L'Eurocopa de futbol de 1968 es va disputar a Itàlia entre el 5 i el 10 de juny de 1968, essent la tercera edició.

## Fase de classificació

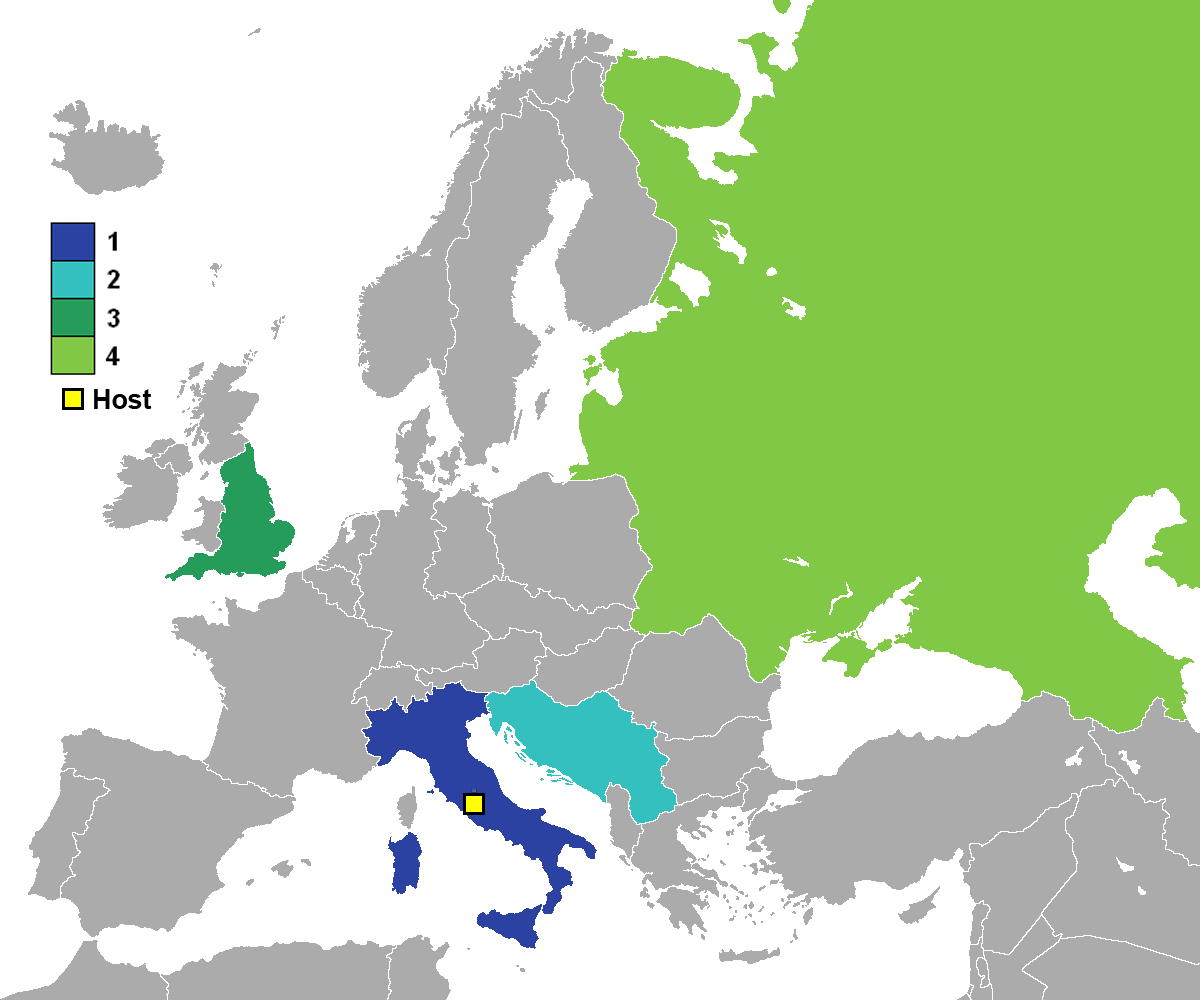
Finalistes del Campionat d'Europa de 1968.

La fase de classificació va ser disputada entre 1966 i 1968 (fase de grups), i 1968 (quarts de final). S'establiren vuit grups de classificació de quatre equips cadascun, excepte un grup de tres. Els partits es disputaren en ronda d'anada i tornada. Les victòries atorgaven dos punts, els empats un i les derrotes zero. Només els campions de grup es classificaven pels quarts de final. Aquests van ser disputats en dos partits, d'anada i tornada. Els vencedors es classificaren per la fase final del torneig.
Les seleccions classificades foren:
- Anglaterra (primera participació)
- Iugoslàvia
- URSS
- Itàlia (primera participació)

## Plantilles
Per veure les plantilles de les seleccións que prengueren part a la competició vegeu Plantilles del Campionat d'Europa de futbol de 1968.

## Seus
| Roma              | Nàpols            | Florència         |
| ----------------- | ----------------- | ----------------- |
| Stadio Olimpico   | Stadio San Paolo  | Stadio Comunale   |
| Capacitat: 86.500 | Capacitat: 72.800 | Capacitat: 47.000 |
|                   | Stadio San Paolo  | Stadio Comunale   |

## Fase Final
|  | Semifinals                 | Semifinals                 |       |                       | Final                 | Final |
|  |                            |                            |       |                       |                       |       |
|  | Stadio San Paolo, Nàpols   |                            |       |                       |                       |       |
|  | Itàlia ¹                   | 0                          |       |                       |                       |       |
|  | URSS                       | 0                          |       |                       |                       |       |
|  |                            |                            |       |                       |                       |       |
|  |                            |                            |       |                       | Stadio Olimpico, Roma |       |
|  |                            |                            |       |                       | Itàlia ²              | 2 (1) |
|  |                            | Iugoslàvia                 | 0 (1) |                       |                       |       |
|  |                            |                            |       |                       |                       |       |
|  |                            |                            |       |                       |                       |       |
|  |                            |                            |       |                       | Tercer lloc           |       |
|  | Stadio Comunale, Florència | Stadio Comunale, Florència |       | Stadio Olimpico, Roma | Stadio Olimpico, Roma |       |
|  | Iugoslàvia                 | 1                          |       | Anglaterra            | 2                     |       |
|  | Anglaterra                 | 0                          |       |                       | URSS                  | 0     |

1: Itàlia classificada pel llançament d'una moneda

2: Itàlia campiona en el partit de desempat. Entre parèntesis el primer partit

|  | Campió: ITÀLIA Primer títol |

## Golejadors
| Jugador           | Selecció   | Gols |
| ----------------- | ---------- | ---- |
| Dragan Džajić     | Iugoslàvia | 2    |
| Luigi Riva        | Itàlia     | 1    |
| Angelo Domenghini | Itàlia     | 1    |
| Pietro Anastasi   | Itàlia     | 1    |
| Geoff Hurst       | Anglaterra | 1    |
| Bobby Charlton    | Anglaterra | 1    |